# Максимовка (Ульяновская область)
Макси́мовка — деревня в Ишеевском городском поселении Ульяновском районе Ульяновской области, в 8 километрах от районного центра.

## История
Точных сведений о времени основания этого селения не имеется. По описи Симбирского уезда 1678 года оно значится уже селом Введенским и в нём двое помещиков: Савелий Васильев Микулин (у него 13 дворов, в них 51 человек) и Лукерья Максимова — дочь Арсеньева (два двора, в них 4 человека). По всей вероятности отец этой «девки Лукерьи» — Максим Арсеньев, был основателем деревни, названной по его имени Максимовкой. Вероятно он же построил здесь в начале 18-го столетия церковь.
В Максимовке было имение с крестьянами у основателя Симбирского Покровского монастыря, подьячего Петра Иванова Муромцева. 
В 1780 году, при создании Симбирского наместничества, село Максимовка, помещичьи крестьяне числятся по ревизии в деревне Соплевке (ныне Дубровка), при реке Свияге, вошло в состав Симбирского уезда.
Село более ста лет составляет наследственную вотчину симбирских дворян Карповых. К ним эта вотчина перешла от премьер майора Николая Александровича Жихарёва. Его дочь — Елизавета Николаевна, вышла замуж за титульного советника Александра Алексеевича Карпова. А.А. Карпов в 1811 году построил здесь каменную церковь с двумя престолами. Главный (холодный) — в честь Введения во Храм Пресв. Богородицы и тёплый придел — во имя св. Димитрия Солунского. В этой церкви хранилась явленная икона св. Великомученицы Параскевы старинной иконописной работы. По преданию эта икона явилась очень давно в овраге около деревни Коровиной, находящейся от села Максимовки на расстоянии 6 километров. На месте явления помещик Воронцов поставил часовенку, в которой и хранилась икона. Неизвестно по какому поводу и когда икону перенесли из часовни в церковь села Максимовки. Сама часовня была оставлена без ремонта и со временем от ветхости разрушилась.
После смерти Александра Карпова в 1796 году Елизавета Карпова получила по наследству Максимовку. Во время генерального межевания за ней числилось здесь 75 душ крестьян (28 дворов) и 790 десятин 339 кв. саженей земли, что по современным меркам составляет 863,26 га. Ей наследовал их сын, полковник Пётр Александрович Карпов. Его сын — коллежский секретарь Николай Петрович, по разделу с матерью Марьей Михайловной, получил в 1860 году это имение.
В 1859 году в селе Максимовка, по почтовому тракту из г. Симбирска в г. Казань, в 1-м стане Симбирского уезда Симбирской губернии, имелась церковь и ярмарка.
В 1903 году здесь имеют усадьбу наследники Николая Карпова — вдова Мария Александровна с сыном Александром и дочерью Марией. У них в Максимовке числится 482, 24 га. Крестьянам, бывших крепостным Николая Карпова, дано в надел на 120 душ 464,63 га, из них 364, 6 га пахотных земель, 18,81 га под постройки, 79,6 га земель под выпас скота и 2 гектара под сенокос. Тогда в селе было 53 двора.
Материальное благосостояние местных крестьян сильно подорвано двумя большими пожарами, в 1889 и 1891 годах, и вслед за ними целым рядом неурожайных лет. По книгам бывшего Патриаршего Приказа, в селе Максимовке в 1654 году построена часовня, спустя два года она пишется уже как церковь Введения Пресвятой Богородицы. Между тем из надписи на сохранившемся храмоздательном кресте древней церкви видно, что она была освящена 27 сентября 1700 года, с благословения Казанского митрополита Вениамина. Это была уже вторая церковь в Максимовке. В церкви служил священник Виноградов Поликарп Александрович, тесть протоиерея Смирнова Александра Павловича.
В 1886 году в Максимовке открыта церковно-приходская школа.
С 1952 года работает Детский дом-интернат для глубоко умственно отсталых детей "Родник".

## Население
- 1678 году — 15 дворах жило: 55 человек;
- 1796 году — 75 душ крестьян (28 дворов);
- 1859 году — 35 дворов 268 человек[9];
- 1900 году — в 69 дворах жило: 202 м. и 188 ж.[6];
- 2010 году — 321 человек.

## Известные уроженцы
- В 1819 году в Максимовке родился Василий Баюшев – офицер, историк, археолог, общественный деятель. Он собрал более 200 исторических и юридических актов ХVII и начала XVIII веков, касающихся истории заселения русскими людьми Симбирского края[3].